# Bataille d'Avdiïvka (2022-2024)
Pour les articles homonymes, voir Bataille d'Avdiïvka.
Invasion de l'Ukraine par la Russie
Guerre du Donbass
Batailles
Offensive de Kiev (Jytomyr, Kiev) : 
- 1re Hostomel
- Tchernobyl
- Ivankiv
- Kiev
- 2e Hostomel
- Vassylkiv
- Boutcha
- Irpin
  - Bombardement de réfugiés
- Jytomyr
- Mochtchoun
- Makariv
- Brovary

Offensive du Nord (Tchernihiv, Soumy) :
- Hloukhiv
- Slavoutytch
- Bombardements
- Soumy
- Trostianets
- Tchernihiv
- Okhtyrka
- Lebedyn
- Konotop
- Romny
- Desna
- Escarmouches frontalières

Russie  (Briansk, Belgorod) :
- Incursions en Russie occidentale
  - Oblast de Briansk
  - Oblasts de Belgorod et de Koursk
    - Incursions de 2024

  - Bombardement de Belgorod
- Oblast de Koursk (août 2024)

Campagne de l'Est (Donetsk, Louhansk, Kharkiv)
Kharkiv :
- 1re Kharkiv
  - Tchouhouïv
  - Bombardements : en février
  - en mars
  - en avril
  - du bâtiment administratif
- Izioum
- 2e Kharkiv
  - Balaklia
  - 1re Koupiansk
  - Chevtchenkove
- 3e Kharkiv

Nord du Donbass:
- Starobilsk
- Sloviansk
  - Dovhenke
  - 1re Lyman
  - Sviatohirsk
  - Bohorodychne et Krasnopillia
  - Bombardements : Bilohorivka
  - Kramatorsk
- Sievierodonetsk
  - Kreminna
  - Donets
  - Roubijné
  - Popasna
  - Tochkivka
  - Massacre
- Lyssytchansk
- 2e Kharkiv
  - Balaklia
  - 1re Koupiansk
  - Chevtchenkove
  - 2e Lyman
- Oblast de Louhansk
  - Ligne Svatove-Kreminna
  - Serebryansky
  - 2e Koupiansk

 Centre du Donbass:
- Horlivka
- Popasna
- Svitlodarsk
- Bakhmout
  - Soledar
- Siversk
- Tchassiv Iar
- Toretsk
- Kourakhove
- Velyka Novossilka
- Novopavlivka

Sud du Donbass :
- Volnovakha
- Marioupol
  - Bombardements : de l'hôpital
  - du théâtre
  - de l'école d'art
- Pisky
- Vouhledar
  - Pavlivka
- Marïnka
- Contre-offensive de 2023
- Avdiïvka
- Novomykhaïlivka
- Pokrovsk
  - Krasnohorivka
  - Toretsk
- Bombardements :
- Makiïvka
- Donetsk

Campagne du Sud (Mykolaïv, Kherson, Zaporijjia)
- 1re Kherson
- Odessa
- Melitopol
- Mykolaïv
  - Bombardements : à fragmentation
  - du bâtiment administratif
- 1re Berdiansk
- Zaporijjia
- Tchornobaïvka
- Enerhodar
- Voznessensk
- Houliaïpole
- Davydiv Brid
- 2e Berdiansk
- Nova Kakhovka
- 2e Kherson
  - Doudtchany
- Dniepr
- Tchoulakivka
- Contre-offensive de 2023
  - Robotyne

Frappes aériennes dans l'Ouest et le Centre de l'Ukraine
- Lviv (02/2022)
- Vinnytsia (03/2022)
- Yavoriv (03/2022)
- Deliatyne (03/2022)
- Dnipro
- Rivne

Guerre navale
- Île des Serpents (02/2022)
- Moskva (04/2022)

Attaques en Crimée
- Novofedorivka (08/2022)
- Djankoï (08/2022)
- Pont de Crimée (10/2022)
- Base navale de Sébastopol (10/2022)
- Pont de Crimée (07/2023)
- Base navale de Sébastopol (09/2023)

Débordement
- Aéroport de Millerovo
- Sabotages en Russie
- Attaques en Transnistrie
- Sabotage des gazoducs Nord Stream
- Terrain d'entraînement militaire de Soloti
- Explosions en Pologne
- Bases aériennes de Dyagilevo et Engels-2
- Base aérienne de Minsk-Matchoulichtchi
- Crise russo-moldave de 2023
  - Accusations de tentative de coup d'État en Moldavie
- Incident de drone de 2023 en mer Noire
- Rébellion du groupe Wagner

Massacres
- Tchernihiv
- Boutcha
- Borodianka
- Olenivka
- Izioum

La bataille d'Avdiivka est une bataille majeure, entre les Forces armées russes, aidées des Forces séparatistes du Donbass d'un côté, et les Forces armées ukrainiennes d'autre part. Elles s'affrontent pour la ville d'Avdiïvka, située dans la région du Donbass, à 10 km environ au nord de Donetsk, chef-lieu de l'oblast du même nom.
Les combats éclatent à nouveau lorsque, le 24 février 2022, le président russe Vladimir Poutine reconnaît la République populaire de Donetsk. Les séparatistes reprennent alors les combats contre les forces ukrainiennes sur les mêmes points que lors de la bataille d'Avdiivka qui s'était déroulée en 2017 et avait provoqué la destruction de la ville, toujours tenue cependant par les forces ukrainiennes. Quelques jours plus tard, lors de l'invasion de l'Ukraine par la Russie, Avdiivka est l'un des premiers endroits à être attaqué. 
À partir du 10 octobre 2023, la Russie lance une offensive importante sur la ville. Avdiivka devient le point chaud du front et compte parmi les batailles les plus meurtrières de la guerre au même titre que celle de Bakhmout,. Elle est parfois connue sous le nom de « deuxième Bakhmut »,  ou « Bakhmut 2.0 », en raison des similitudes dans les conditions du champ de bataille, des tactiques russes de lancer des vagues humaines avec des taux de pertes très élevés,. A l'image de Bakhmout, la bataille est qualifiée par plusieurs médias de «boucherie»,, où les Russes procèdent à des «assauts de viande»,. Il faut noter que les forces russes ont perdu un nombre similaire de soldats en quatre mois de bataille à Avdiïvka que pendant la guerre soviéto-afghane (1979-1989). Sur le point d'être encerclée, l'armée ukrainienne se retire de la ville le 17 février 2024 provoquant la poursuite de l'offensive russe en direction de Pokrovsk.

## Contexte
Avdiivka est une ville industrielle au cœur de l'Oblast de Donetsk et située au nord-ouest de la ville de Donetsk, la principale ville de la région, occupée par la Russie. Avdiivka abrite la plus grande cokerie d'Ukraine. La ville comptait avant la guerre une population d'environ 32 000 personnes.
Avdiïvka est sur la ligne de front depuis la guerre du Donbass. En dépit de 4 mois d'occupation en 2014 et plusieurs attaques en 2017, la ville reste ukrainienne et devient un avant-poste important en périphérie de Donetsk, la capitale des forces séparatistes de l'oblast de Donetsk, ce qui donne une très bonne position pour bombarder les positions avec l'artillerie. 
Les défenses ukrainiennes dans ce secteur ont été fortifiés pendant plusieurs années. Les Ukrainiens profitant de la typologie du terrain tels que de nombreux lacs, un terril de 38 mètres mais également des infrastructures : des hauts building résidentiels et l'usine chimique et cokerie d'Avdiïvka. Les villages tout autour de la ville sont également fortifiés. Les défenses sont extrêmement solides et pratiquement impossibles à percer par une attaque frontale. De plus, la position de la ville en fait un objectif stratégique. Les combats éclatent le 20 février 2022, dans le cadre de l'offensive de l'Est de l'Ukraine, lorsque les forces prorusses ont recommencé la bataille à Avdiivka. Les forces de Donetsk sont entrées dans la ville, mais ont été repoussées. Le 21 février, les troupes russes aidaient les séparatistes à Avdiïvka, mais la Russie l'a démenti, accusant l’Ukraine d’un sabotage.
Au cours de la première année et demi de guerre, les Russes ne sont parvenus qu'à conquérir plusieurs localités autour d'Avdiïvka. Une dangereuse pince se forme toutefois autour de la ville après les prises de Pisky et Vodiane au sud, Kamianka à l'est et Krasnohorivka au nord-est. Ainsi, à la fin 2023, la ligne de front dans le secteur de Donetsk est sensiblement la même qu'en 2014. Les ukrainiens résistent autour de plusieurs villes et villages fortifiés, Novomykhaïlivka, Marïnka, Niou-Iork, Toretsk avec au centre du dispositif : Avdiïvka.

## Premières batailles

### Ordre de bataille

#### Russie
Forces armées russes
- Armée de terre russe
  -  1er corps d'armée
    -  1re brigade de fusiliers motorisés (à partir de novembre 2022)
    -  9e brigade de marine (à partir d'août 2022)
    -  Bataillon "Sparta" (à partir d'avril 2022)[23]
    -  Bataillon Somalie (à partir de septembre 2022)[24]
    -  Brigade Piatnachka[25]
    -  100e brigade de fusiliers motorisés (à partir d'avril 2022)[26]
    - 3e bataillon d'opérations spéciales[27]

#### Ukraine
Forces armées ukrainiennes
- Armée de terre ukrainienne
  -  6e bataillon de fusiliers (mai - décembre 2022)[28]
  -  53e brigade mécanisée (à partir de février 2023)[29]
  -  110e brigade mécanisée (à partir d'avril 2022)[30]
- Forces d'assaut aérien ukrainiennes
  -  25e brigade aéroportée (février - juin 2022)[31]
- Infanterie navale ukrainienne
  -  36e brigade d'infanterie navale (janvier - avril 2023)[32]
  -  503e bataillon d'infanterie navale (juin 2022 - mars 2023)[33]

### Premiers combats (24 février–2 mai 2022)
Lorsque la Russie a commencé son invasion de l'Ukraine, Avdiïvka était l'une de ses principales cibles. Au 24 février, le secteur d'Avdiivka est défendu principalement par des unités de la 25e brigade aéroportée tandis que la 56e brigade motorisée est stationnée au sud de la ville, tenant la commune de Pisky. Le 13 mars, les forces russes bombardent la cokerie d'Avdiïvka. La police nationale ukrainienne a déclaré le 22 mars que la Russie avait utilisé des MLRS Tornado-S lors de bombardements sur Avdiivka, causant des pertes civiles. Le 23 mars 2022, Verkhn'otorets'ke (uk) est capturée par les troupes russes. Il est rapporté le 25 mars qu'un commandant du bataillon Azov avait été tué à Avdiïvka. Le même jour, les séparatistes bombardent les positions ukrainiennes et Avdiïvka à l'aide de sous-munitions thermites incendiaires. La bataille se livre surtout via des duels d'artillerie interposés, aucune offensive sérieuse n'est lancée par les deux camps pendant plusieurs mois,. Le 31 mars, l'école no 7 est endommagé par des tirs d'artillerie.
À la mi-avril, alors que débute la « Bataille du Donbass », les bombardements sur Avdiivka se seraient intensifiés. La 25e brigade est alors renforcée par la 110e brigade mécanisée nouvellement créée. Des combats éclatent entre Verkhn'otorets'ke et Novobakhmutivka (raïon de Donetsk) (uk) durant lesquels les Russes perdent plusieurs blindés : deux BMP-1 et 2 et deux T-72. Un supermarché et un magasin d'articles de sport sont détruits par des frappes aériennes dans le centre-ville. On estime que 6 000 des 30 000 habitants de la ville d'avant-guerre sont restés dans la ville, dont 2 000 ont élu domicile de manière permanente dans des abris antiaériens souterrains. Selon le quotidien The New York Times, « les combattants ukrainiens aguerris de la ville sont retranchés dans un vaste système de tranchées de style Première Guerre mondiale et seront difficiles à déloger sans une puissance de feu massive ». Le 18 avril, la Russie déclare que ses forces ont détruit deux postes de commandement et un système radar pour les missiles S-300 à Avdiivka. Le même jour, des responsables ukrainiens ont affirmé avoir repoussé une offensive terrestre russe contre la ville. Le 21 avril, de nouveaux combats autour de Verkhn'otorets'ke et de Novoselivka provoquent la perte de cinq BMP-1 russes.
Au cours de ces engagements, l'utilisation de munitions au phosphore blanc par les forces russes est signalée à plusieurs reprises. Le gouverneur de l’oblast de Donetsk, Pavlo Kyrylenko, indique qu'une  précédente attaque au phosphore avait eu lieu sur la zone industrielle de la ville le 26 mars, puis à nouveau sur la zone de la cokerie d'Avdiïvka le 26 avril ainsi que sur le centre-ville, provoquant plusieurs incendies. Le lendemain, un haut bâtiment résidentiel est touché par une frappe aérienne. Le 29 avril, des vidéos de l'armée russe bombardant les forces ukrainiennes avec une arme thermobarique, notamment des positions de la 110e brigade à Novoselivka (raïon de Horlivka) (uk),.

### Intensification des combats et progression russe au nord-est (2 mai–6 juin 2022)

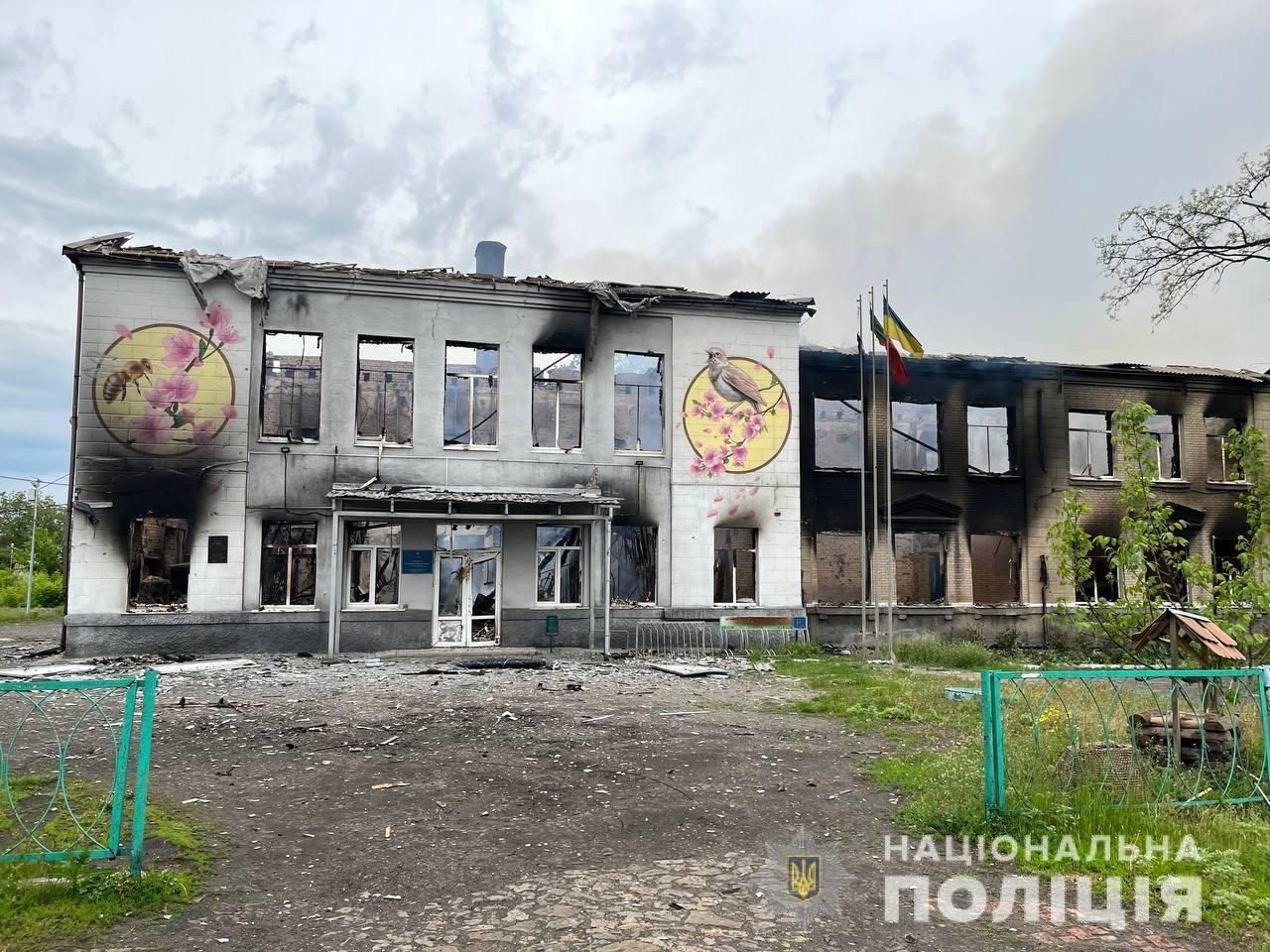
L'école no 1 d'Avdiivka après un bombardement par des munitions au phosphore blanc.

À partir du 2 mai, les combats et les bombardements s'intensifient sur Avdiïvka et les villages environnants. Les Russes attaquent principalement le secteur qui sépare Avdiïvka et Horlivka. Le 3 mai, une frappe tue 10 civils et en blesse 15 autres dans la cokerie d'Avdiïvka. Les victimes attendaient un bus de ville à la sortie de leur travail. Les positions de la 25e brigade aéroportée au nord de Novobakhmutivka sont si violemment bombardées que l'infanterie est forcée d'être évacuée par des blindés sous un barrage d'artillerie. Durant les combats, un T-64 ukrainien est endommagé et abandonné par son équipage. Le 5 mai, le village de Troitske, au sud de Novoselivka, est capturé par les séparatistes. La 25e aéroportée et des éléments de la 30e brigade mécanisée ripostent par des frappes sur des camions de ravitaillement et des positions séparatistes,. Entre le 2 et le 6 mai, les forces pro-russes perdent au moins 10 blindés lors des affrontements entre Novobakhmutivka et Oleksandropil, parmi lesquels cinq chars sont détruits. Le 8 mai, des hommes de la 25e détruisent un nouveau char grâce à un FGM-148 Javelin. À l'est d'Avdiïvka, la 100e brigade de fusiliers motorisés russe bombarde à l'artillerie les positions ukrainiennes autour de Kamianka (raïon de Pokrovsk) (en) et Kruta Balka,. Ici aussi, les Ukrainiens ripostent en ciblant les positions de la Brigade Piatnachka et les voies de ravitaillement à Iassynouvata au nord de Makiïvka. Les positions de la 25e au sud d'Avdiïvka sont également ciblées par l'artillerie du Bataillon Sparta. À Pisky, la 56e brigade motorisée subit également des tirs d'artillerie et des attaques,. 
Les combats se poursuivent les jours suivants pour le contrôle des villages de Oleksandropil, Novobakhmutivka, Novoselivka, Novoselivka Druha (en), Vesele et Kamianka. Ils sont bombardés par des lance-roquettes multiples. Le 15 mai, les séparatistes tentent de progresser depuis Kruta Balka vers Kamianka et l'est d'Avdiïvka à l'aide de chars et d'infanterie motorisée. Dans la zone industrielle sud d'Avdiïvka, des unités Kadyrovtsys attaquent également les positions ukrainiennes. Le 17 mai, un BMP russe est détruit à Novobakhmutivka par des hommes de la 25e brigade. Deux jours plus tard, un char est également détruit par une mine,. A Novoselivka, l'artillerie de la brigade pillone les tranchées séparatistes. Le 18 mai, l'école no 1 d’Avdiivka est détruite par une attaque russe avec des munitions au phosphore. Le lendemain, le centre commercial Kvadro est détruit à Avdiïvka. Quatre jours plus tard, c'est l'école no 2 qui est détruite à son tour. Le 22 mai, les positions ukrainiennes à et autour de Novoselivka sont massivement bombardées forçant les défenseurs à battre en retraite. Le même jour, les séparatistes bombardent également les tranchées ukrainiennes entre Vesele et Novoselivka Druha. À Pisky également, le régiment Vostok épaulé par la 22e brigade Spetsnaz attaquent et bombardent les positions de la 56e brigade ukrainienne. Le 26 mai, l’état-major général ukrainien signale que les forces russes avancent à travers Avdiivka, conquérant de nombreuses zones de la ville. Une vidéo publiée le 27 mai, montre en effet que Novoselivka est sous contrôle séparatiste. Le lendamin, elles bombardent les positions ukrainiennes à Vesele à l'aide de quadricoptère, tandis que plus au sud, elles se lancent à l'assaut des positions ukrainiennes qui bordent le quatrième étang, à l'ouest de Kruta Balka,. Le 1er juin, les Russes font une légère avancée au nord de la ville capturant Novoselivka Druha et réussissent à couper la ligne de communication entre Kostiantynivka  et Avdiïvka,,. Les jours suivants, les Russes bombardent les positions ukrainiennes à Kamianka et Vesele à l'aide de munitions thermobariques tirées depuis un TOS-1. Les Ukrainiens ripostent par des tirs de contrebatterie sur le MLRS. Le 6 juin, les Russes s'empare de terrain s'approchant de la localité de Kaminka.
Au cours des semaines suivantes, les combats diminuent en intensité autour d'Avdiïvka, toutefois les bombardements vont se poursuivre régulièrement. Le 12 juin, l'artillerie russe bombarde à nouveau la cokerie d'Avdiïvka. Le 21 juin, l'école no 6 est détruite. C'est la troisième école détruite à Avdiivka. Le 24 juin, l'artillerie russe bombarde Avdiivka. Le 7 juillet, les forces russes bombardent Avdiivka pendant 24 heures. Ils touchent des infrastructures, un hôpital, des bâtiments résidentiels, un dépôt de bus et la cokerie d'Avdiïvka. Le 18 juillet, la Russie affirme qu'elle a «à moitié encerclé» Avdiivka, après avoir bloqué deux des routes menant à la ville. L'Institut pour l'étude de la guerre déclare que les combats au nord d’Avdiivka se sont intensifiés le 18 juillet. Cependant Igor Guirkine, ancien ministre russe de la défense de la république de Donetsk, a déclaré que les forces russes ne sont pas en mesure de faire des gains considérables dans la zone en raison des tirs de l'artillerie ukrainienne. En juillet, le 6e bataillon de fusiliers tient les positions devant Vesele.

### Bataille de Pisky (27juillet 2022–août 2022)
Le 28 juillet, les troupes de la RPD et les forces russes lancent une offensive pour encercler Avdiivka : c'est la bataille pour Pisky. Les forces russes et séparatistes attaquent les villes de Krasnohorivka, Pisky ainsi que d'autres villes situées au nord d’Avdiïvka.
Le 31 juillet, l'état-major ukrainien rapporte que les forces russes qui avaient tenté d'avancer autour de Kamianka et Pisky avaient eu un « succès partiel » autour d'Avdiïvka. Le vice-ministre de l'information de la République populaire de Donetsk (RPD), Daniil Bezsonov, affirme que les forces russes et de la RPD ont sécurisé des positions dans la banlieue sud-est de Pisky, ce qui concorde avec les rapports ukrainiens. Le chef de l’administration militaire de la ville d’Avdiïvka, Vitalii Barabach, a déclaré que seulement 10 % de la population d’avant-guerre d’Avdiïvka restait, soit environ 2 500 personnes.
Le 5 août, l'armée ukrainienne déclare qu’elle a perdu la mine de charbon de Boutivka au profit de la Russie et affirme qu'elle avait été repoussée à la périphérie d’Avdiïvka. La RPD revendique que ses forces et celles de la Russie ont pris Pisky mais l'Ukraine rejette cette revendication. Le 7 août, des images de combat montrent que les forces russes ont atteint le centre de Pisky. Le 12 août, l'Institut pour l'étude de la guerre rapporte que, au vu d'images de combat et d'images satellites, une grande partie de Pisky avait été rasée par les Russes, à la suite de bombardements intensifs utilisant des systèmes d’artillerie thermobarique. Le 14 août, le ministère russe de la Défense affirme avoir complètement capturé Pisky mais l'armée ukrainienne nie cette affirmation, indiquant que des combats sont toujours en cours. Le 24 août, la bataille de Pisky se termine par la capture de la localité par les forces russes et la RPD.

### Poursuites des combats (septembre 2022 - mars 2023)
Début septembre, plusieurs unités séparatistes, dont le bataillon Sparta et le bataillon Somalie, lancent une attaque plus large autour d’Avdiïvka, et surtout près de Pisky. Des positions de la 110e mécanisée à l'est d'Avdiïvka sont sporadiquement attaquées sans succès. Les séparatistes bombardent également la zone de l'aéroport détruisant plusieurs véhicules et prenant son contrôle total. Fin septembre, le Wall Street Journal rapporte que les forces ukrainiennes restent sur la défensive à Avdiïvka. Le 10 octobre 2022, l’Ukraine déclare que la Russie poursuit son offensive à Avdiïvka et tente d'encercler la ville. Le 30 octobre, deux BMP russes sont détruits dans des tentatives infructueuses de capturer des positions de la 110e brigade près de Kamianka et d'Opytne (raïon de Pokrovsk) (en). En novembre, les forces russes concentrent leurs efforts sur les deux villages de Vodyane et Opytne au nord de l'aéroport international de Donetsk dont les dernières positions ukrainiennes sont capturées le 7 novembre. À Vodiane, le 503e bataillon de marine parvient à repousser les Russes et leur infliger des pertes. Toutefois, des éléments du 3e bataillon spécial parviennent à pénétrer dans la localité. Opytne est capturé par le bataillon d'assaut Somalie le 12 novembre. Entre le 24 et le 26 novembre, le 6e bataillon de fusiliers épaulé par le un détachement du groupe Omega repousse plusieurs assauts en direction de Vesele et Yasnohorivka (raïon de Pokrovsk) (uk) depuis Novoselivka Druha détruisant 3 BMP-1 et un T-72,,. Le 30 novembre et le 6 décembre, le 6e bataillon, appuyé par des éléments de la 3e brigade de chars, repousse de nouveaux assauts du 9e régiment de marine,. Le 6 décembre, le bataillon Somalie attaque sans succès les positions ukrainiennes à Vodyane. Le 27 décembre, un assaut mécanisé russe en direction de Vesele (est d'Avdiïvka) est repoussé, cinq BMP-1 sont détruits.
La 9e brigade renouvelle ses tentatives sans succès début janvier cette fois-ci en direction de Yasnohorivka. À la mi-janvier 2023, les forces russes et les miliciens de Donetsk tentent de capturer le village de Vodyane. Le nombre d'assauts russes croît de façon significative à la mi-janvier. Une dizaine de blindés russes sont détruits aux cours de combats à Vodiane, Novobakhmutivka et Kamianka. Le 6 février, les forces russes lancent une attaque mécanisée d'ampleur depuis Opytne pour encercler Avdiivka. L'opération, repoussée par la 36e brigade d'infanterie navale et le 503e bataillon, est un désastre. Au moins dix blindés sont perdus dont neuf BMP et un char, l'infanterie qui tente de s'abriter est bombardée par drones et subit de très lourdes pertes,. Le 21 février, une colonne mécanisée de plus de 16 blindés de la 132e brigade de fusiliers motorisés s'élance depuis Novobakhmutivska vers Oleksandropil au sud de Niu-Iork. Les blindés sont repérés par un bataillon de la brigade présidentielle qui riposte. Cinq blindés sont abandonnés et quatre détruits, l'infanterie bloquée à découvert subit de lourdes pertes. Au sud et à l'est d'Avdiïvka, la 110e brigade repousse plusieurs attaques, notamment à l'aide de drones lanceurs de bombes,. La ville et la cokerie continuent de subir des frappes aériennes et des tirs d'artilleries. Le 28 février, la 53e brigade mécanisée, récemment déployée, repousse un assaut au nord d'Opytne, détruisant deux blindés.

### Tentatives d'encerclement (mars – octobre 2023)
En mars 2023, le commandement ukrainien à Avdiïvka déclare que les forces russes essaient d'encercler complètement la ville. Le 24 avril, les Ukrainiens affirment avoir repoussé une attaque russe, avoir tué ou blessé 200 soldats russes et détruit 20 pièces d'équipement. Le 21 mai, les Ukrainiens affirment avoir repoussé un assaut mécanisé russe près d'Avdiïvka. Ils affirment qu'au cours de l'engagement ils avaient tué 40 soldats russes et détruit 5 véhicules blindés dont au moins deux chars.
Les combats se sont intensifiés au début de la contre-offensive ukrainienne, les forces russes exerçant une pression sur la périphérie de la ville. Le 10 août 2023, le chef de l'administration militaire d'Avdiïvka, Vitaliy Barabach, rapporte que les forces ukrainiennes ont pris pied dans la partie urbaine du village d'Opytne situé à 3 km au sud-ouest d'Avdiivka et à 2 km au nord de l'aéroport international de Donetsk.

## Offensive russe et prise de la ville

### Ordre de bataille

#### Russie
Forces armées russes
- Armée de terre russe
  -  1er corps d'armée
    -  1re brigade de fusiliers motorisés[122]
    -  9e brigade de marine[123]
    -  13e bataillon "Somalie"[124]
    -  14e brigade d'artillerie "Kalmious"
    -  15e brigade Piatnachka
    -  80e bataillon de reconnaissance "Sparta"[124]
    -  87e régiment de fusiliers motorisés
    -  110e brigade de fusiliers motorisés de la Garde[125]
    - 111e régiment de fusiliers motorisés[125]
    -  114e brigade de fusiliers motorisés "Vostok"[126]
    -  132e brigade de fusiliers motorisés[123]
    - 227e bataillon de fusiliers

  -  2e armée de chars de la Garde
    -  15e brigade de fusiliers motorisés de la Garde[122]
    -  21e brigade de fusiliers motorisés de la Garde[122]
    - 30e brigade de fusiliers motorisés

  -  3e corps d'armée
    - 6e division de fusiliers motorisés
      - 10e régiment de chars[127]
      - 57e régiment de fusiliers motorisés[125]

  -  41e armée combinée
    -  35e brigade de fusiliers motorisés de la Garde
    -  55e brigade de fusiliers motorisés de montagne[123]
    -  74e brigade de fusiliers motorisés de la Garde
    -  90e division de chars de la Garde
      -  239e régiment de chars de la Garde

  - Troupes territoriales :
    - 504e régiment de chars[125]
    - 1004e régiment de fusiliers motorisés[125]
    - 1231e régiment de fusiliers motorisés
    - 1487e régiment de fusiliers motorisés[125]

#### Ukraine
Au 10 octobre 2023, Avdiivka est défendue par la 53e brigade mécanisée au sud, la 110e brigade mécanisée au nord et à l'est, ainsi que par des unités plus réduites : un détachement de garde-frontière, un régiment de patrouille de police, un bataillon de la brigade préidentielle et des forces spéciales. Elles sont appuyées par des troupes territoriales telles que la 116e brigade de défense territoriale. Elles reçoivent par la suite le renfort de plusieurs brigades prélevées du front sud, notamment la 47e brigade mécanisée.
 Forces armées ukrainiennes
- Armée de terre ukrainienne
  -  Brigade présidentielle[128]
    - 2e bataillon mécanisé[129]

  -  1re brigade de chars
    -  1er bataillon mécanisé

  - 3e brigade d'assaut (derniers jours)
  -  23e brigade mécanisée
  -  31e brigade mécanisée[128]
  -  47e brigade mécanisée[130]
  -  52e bataillon de fusiliers
  -  53e brigade mécanisée[131]
  -  55e brigade d'artillerie[132]
  -  56e brigade motorisée (en face de Pisky)
  -  59e brigade motorisée (en face de Pisky)
  -  110e brigade mécanisée[133]
  -  116e brigade mécanisée
  -  225e bataillon d'assaut
  -  425e bataillon d'assaut « Skala »
- Forces d'assaut aérien ukrainiennes
  -  71e brigade de chasseurs (depuis janvier 2024)
- Force de défense territoriale
  -  116e brigade de défense territoriale[134]
  -  129e brigade de défense territoriale
  -  3e bataillon Volyn
- Forces d'opérations spéciales
  -  3e régiment des forces spéciales

 Ministère de l'Intérieur :
- Garde nationale de l'Ukraine
  -  Unité spéciale Oméga 5[135]
  -  Unité spéciale Oméga 1
- Police nationale
  -  Patrouille de police spéciale
    -  régiment de police « Kiev »
- Service national des gardes-frontières d'Ukraine
  -  [[Détachement frontalier de Tchernihiv|105e détachement frontalier « Volodymyr le Grand »]]

 Service de sécurité (SBU) :
- Groupe Alpha[136]

 GUR
- Unité A3449
  -  Corps des volontaires russes

### Offensive mécanisée et premiers échecs russes (10 - 31 octobre 2023)

#### Attaques du 10 octobre
Le 10 octobre 2023, la Russie tente de reprendre l'initiative en Ukraine en lançant une offensive sur la ville d'Avdiïvka. Ils commencent alors d'importantes attaques mécanisées sur les flancs essayant de couper les défenses ukrainiennes à partir de Krasnohorivka (au nord) et Vodiane (au sud) et de faire la jonction. La 114e brigade de fusiliers motorisés mène le gros de l'attaque sur la pince nord. La Bataillon Sparta appuyé par des éléments du 10e régiment de chars attaque depuis le sud depuis Opytne et Sparka. Au même moment, plusieurs autres unités attaquent Marïnka ainsi que Pervomaïske (raïon de Pokrovsk), à l'ouest de Pisky. Au nord, les Ukrainiens sont favorisés par un monticule surélevé de terril de 38 m au nord de l'usine chimique et cokerie d'Avdiïvka qui donnent l'opportunité de détecter les mouvements et frapper les cibles qui progressent en terrain ouvert. Deux colonnes s'élancent depuis Krasnohorivka : la première directement vers l'ouest en direction de la voie ferrée et de Stepove ; la deuxième vers le sud, longe la route autour du lac vers le terril qui surplombe le secteur pour s'en emparer. Elles sont repérées par les Ukrainiens qui les frappent à l'aide d'artillerie et de drones. La première colonne qui se dirige vers Stepove est arrêtée à la sortie de Krasnohorivka. L'infanterie est forcée de débarquer et de se mettre à couvert dans une tranchée et une ligne d'arbres avant d'être prise pour cible par des drones de la 110e brigade mécanisée et d'un détachement du groupe Omega. La deuxième colonne est également attaquée par des éléments de la 110e brigade, du 3e régiment des forces spéciales, appuyé par la 55e brigade d'artillerie (équipée, entre autres, de canons CAESAR), les blindés étant bloqués en formation serrée, piégés dans les champs, pris entre les mines, les tirs d'artilleries et les tirs d'armes antichars. En moins de 30 minutes, 11 véhicules blindés sont perdus. Les forces russes subissent de très lourdes pertes et leurs premières attaques sont repoussées notamment par la 110e brigade. Au sud, la colonne qui progresse depuis Vodiane subit le même sort. Le génie russe installe un ponton pour remplacer le pont détruit et faire traverser les véhicules. Le véhicule de tête, un blindé de déminage UR-77 tombe du ponton compromettant l'avancée du reste de la colonne. Les Ukrainiens terminent le reste de la colonne à l'aide de drones FPV. Le 10 octobre, à l'issue de la première journée de combat, les Russes perdent au moins 33 blindés, les plus lourdes pertes sont enregistrées par la 114e brigade. 
Les assauts se poursuivent les jours suivants notamment depuis Krasnohorivka sans succès tactique majeur. Les 11 et 12 octobre, deux nouveaux assauts sont vers la voie ferrée mais échouent au même endroit repoussés par le groupe Omega et un bataillon de la 116e brigade de défense territoriale. Le 12 octobre, l'ISW estime que les forces russes « n'ont obtenu aucune percée majeure » et qu'il était peu probable qu'elles coupent les forces ukrainiennes, en raison de lourdes pertes équivalentes à un groupe tactique de bataillon dans des unités blindées.
Autour du 15 octobre, les Ukrainiens dépêchent les 31e et 47e brigades mécanisées qui étaient précédemment déployées dans le Sud. Le 18 octobre, la 21e brigade de fusiliers motorisés s'avance vers un monticule surélevé (de coke) formé à partir de la cokerie (adjacente) d'Avdiivka et surplombant Avdiika depuis le nord, capturant ainsi quelques positions avancées.

#### Attaques du 19 octobre
- Assaut mécanisé de la 15e brigade de fusiliers motorisés russe le 19 octobre 2023 filmé par un drone de la 47e brigade mécanisée ukrainienne près de Stepove
- Autre assaut mécanisé russe le 19 octobre entre Stepove et Krasnohorivka. Des blindés détruits lors des premiers assauts sont également visibles. Filmé par un drone des Forces d'opérations spéciales ukrainiennes.

Le 19 octobre, les 15e brigade et 21e brigade de fusiliers motorisés de la 2e armée de chars russe lancent une nouvelle vague d'assauts à l'aide de plusieurs dizaines de blindés depuis Krasnohorivka vers Stepove prenant le relais de la 114e. L'attaque est repoussée dans un effort combiné des 31e, 47e et 110e brigade mécanisées, du 2e bataillon de la brigade présidentielle, de la 55e brigade d'artillerie et de la 116e brigade de défense territoriale. Une colonne de quinze blindés s'avance en direction de Stepove mené par un T-72 équipé d'un système de déminage pour ouvrir la voie. Les blindés parviennent à franchir la première ligne d'arbres après Krasnohorivka sur laquelle les Russes avaient buté les jours précédents puis continuent leur progression à travers les champs vers la seconde ligne, juste avant la voie ferrée, tenue par la 2e compagnie du 1er bataillon de la 47e brigade,. Durant l'approche finale, un BTR est touché par un drone kamikaze et un deuxième par un tir d'arme anti-chars. Le reste de la colonne commence alors à rebrousser chemin sous le feu mais une partie d'entre elle est bloquée par les blindés touchés. L'infanterie tente de battre en retraite à pied et les véhicules de se dégager mais sont pris sous les tirs d'artillerie et d'obus à sous-munitions,. L'attaque est repoussée et la moitié des véhicules sont perdus. Une deuxième colonne prend alors le relais. Elle échoue d'abord au niveau de la première lignée d'arbres sur un champ de mines. Un T-72 et quatre BTR réussissent à passer mais sont détruits quelques centaines de mètres plus loin. Plus de 30 blindés sont perdus dans cette seule journée. Le 20 octobre, l'état-major de l'armée ukrainienne déclare que l'armée russe a perdu environ 900 hommes et 150 blindés en 24 heures. Des combats avec des assauts plus limités se poursuivent leurs jours suivants. Le 22 octobre, l'ISW rapporte que les forces russes suspendent leurs efforts de regroupement et de réarmement après les assauts « ratés » du 19 octobre. Il est rapporté le 24 octobre que la Russie déplace des éléments de sa 41e armée combinée vers des positions de réserve près d'Avdiivka. Le 25 octobre, un blogueur russe affirme que les défenseurs ukrainiens ont repoussé les forces russes hors du village de Berdychi, situé à 10 km au nord-est d'Avdiivka et à l'ouest de Stepove. Toutefois, les Russes sont parvenus à légèrement progresser vers le terril au sud de Krasnohorivka. S'engage alors de violents combats d'infanterie pour son contrôle. Le 28 octobre, des images géolocalisées montrent que les Russes sont parvenus à s'en emparer ainsi que les champs en direction de Stepove sur lesquels ils avaient buté et atteignent la ligne de chemin de fer malgré de lourdes pertes après 4 jours de combats.

#### Dernières attaques mécanisées massives
Le 27, l'Ukraine affirme que les Russes ont perdu 4 000 hommes, tués ou blessés, et 400 blindés depuis le 10 octobre. L'ISW confirme pour sa part la destruction d'au moins 109 chars et véhicules blindés pendant cette période. Entre le 30 octobre et le 31 octobre, des éléments de la 1re brigade de fusiliers motorisés lancent de nouveaux assauts depuis Vodiane vers Sieverne et la 35e brigade de fusiliers motorisés vers Pervomaiskesans sans succès repoussés par la 53e brigade mécanisée et la 59e brigade motorisée,. Plus de 30 blindés russes sont perdus aux cours des deux derniers jours dont onze chars détruits. 

### Enlisement russe (novembre 2023 – janvier 2024)

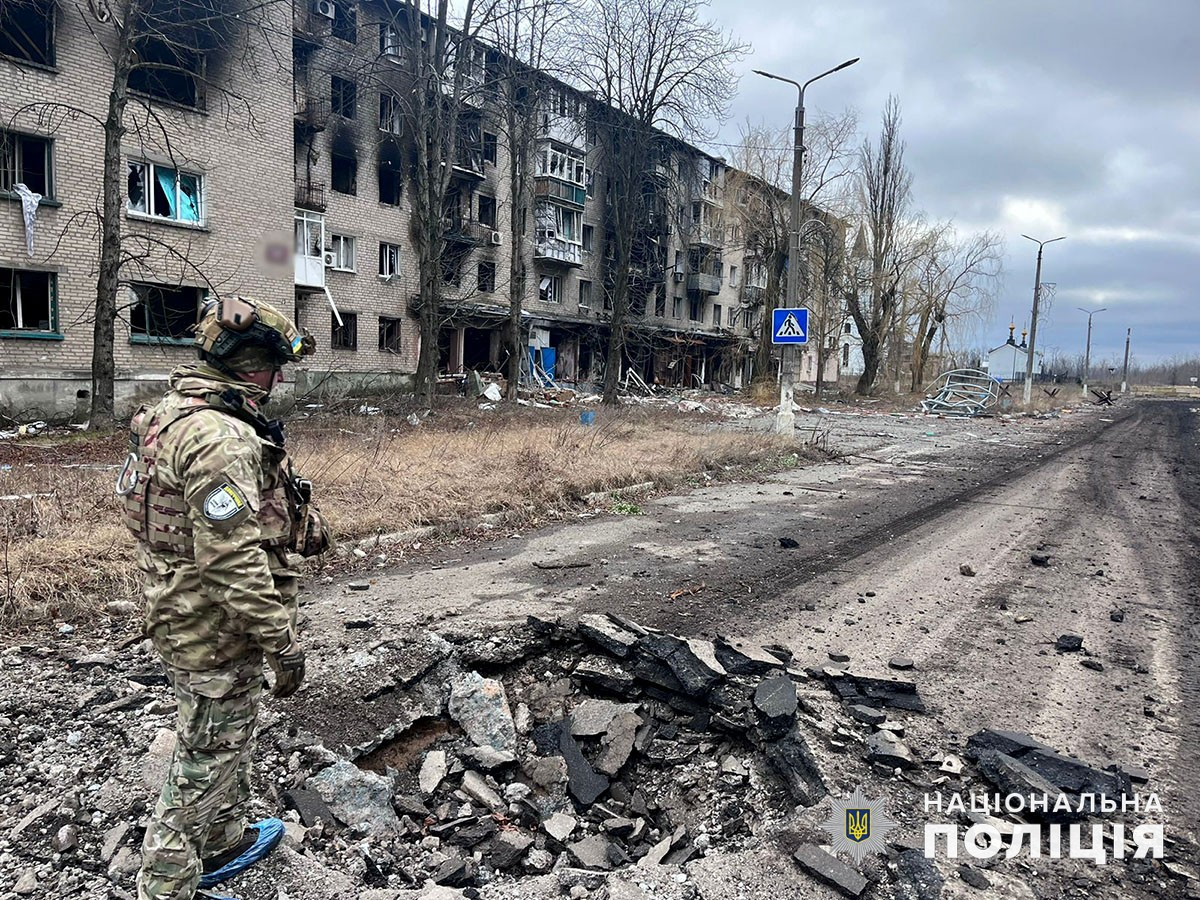
Bâtiments endommagés à Avdiïvka le 29 décembre 2023.
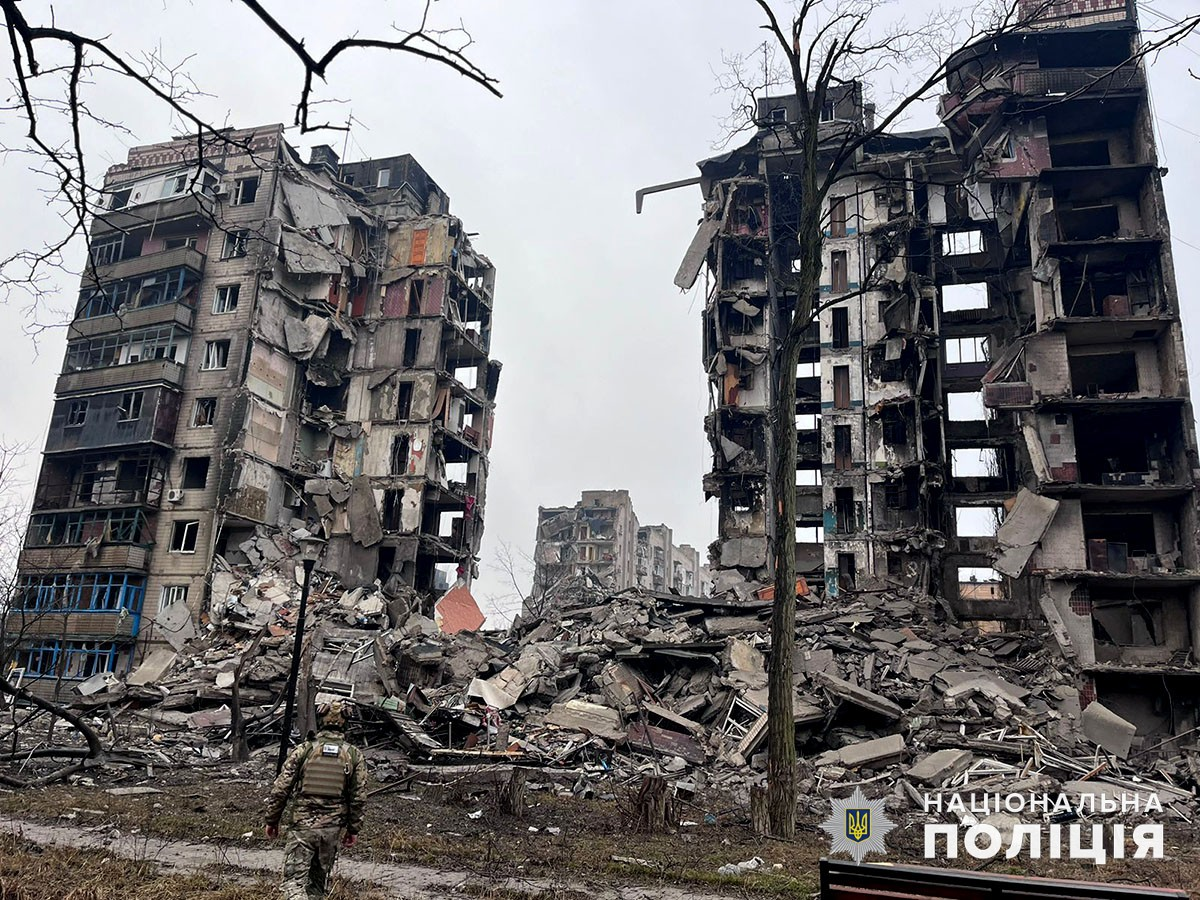
janvier 2024.

#### Combats autour la voie férrée et poursuite des assauts depuis le sud
Début novembre 2023, le rythme des assauts russes aurait diminué jusqu'à devenir une « offensive rampante » alors que les conditions météorologiques se détérioraient et que de fortes pluies et de la boue compliquaient la reconnaissance et la logistique des deux armées. Le Ministère de la Défense (Royaume-Uni) a estimé que les forces russes à Avdiivka avaient probablement changé de tactique, menant des assauts par l'infanterie débarquée en raison des pertes substantielles de véhicules lors des assauts d'octobre. Pendant ce temps, des blogueurs russes affirmaient que les troupes russes menaient une guerre dans les tunnels contre les positions ukrainiennes,.
Les forces russes tentent alors de traverser la voie ferrée au nord de la cokerie. Elle est bordée par deux lignée d'arbres de chaque côté et doit donc être traversée à pied. Les Ukrainiens déploient en renfort le corps des volontaires russes pour soutenir la 31e et la 47e brigade mécanisée qui contre-attaquent à plusieurs reprises. La zone de la voie ferrée à l'est de Stepove devient alors une zone mortelle pour l'armée russe où des pertes massives d'infanterie vont se succéder. Les soldats russes sont pris par les drones kamikazes au moment de la traversée avant d'être reçus par des tirs d'armes légères et de canons automoteurs des Bradley de l'autre côté. Le 31 octobre, un Leopard 2A6 de la 47e est détruit par la 114e brigade, son équipage évacué par un Bradley. Le lendemain, trois des M2A2 Bradley de la 47e sont endommagés et abandonnés. Les efforts de la 47e permettent toutefois aux Ukrainiens de conserver le terrain. Celle-ci, lourdement équipée, inflige de très lourdes pertes au camp ennemi.
Le 3 novembre, l'état-major général ukrainien a déclaré avoir repoussé 17 attaques sur et à proximité d'Avdiivka, tandis que le maire d'Avdiivka, Vitalii Barabash, citant des interceptions de transmissions audio, a déclaré que les Russes avaient pour objectif de capturer la cokerie fortifiée, car elle contrôle le flanc nord d'Avdiivka. Selon une évaluation de l'ISW, les troupes russes avaient, du 3 au 4 novembre, atteint les voies ferrées au nord de l'usine, consolidant leurs positions à mesure qu'elles s'approchaient du village de Stepove par l'est. Des sources russes ont également affirmé qu'une formation russe irrégulière nommée "Dikiya Divisiya" avait creusé un tunnel de 160 mètres de long sous une position ukrainienne non précisée et fait éclater des explosifs. Des combats sont également signalés dansla zone de Spartak au sud d'Avdiïvka, où le 5e détachement d'Omega et la 110e brigade attaquent les positions russes à l'aide de drones-kamikazes,. Le 4 novembre, BMPT Terminator russe est endommagé par le groupe Alpha au nord de Spartak.
Les 7 et 8 novembre, les forces russes parviennent à franchir la voie ferrée de Stepove. Les jours suivants, ils vont s'efforcer de repousser les Ukrainiens jusqu'au village de Stepove et tenter de s'infiltrer dans la localité. Pendant ce temps, le maire Barabash a déclaré que les défenseurs ukrainiens se préparaient à une « troisième vague » d'attaques russes le long de l'axe oriental. Le 10 novembre, la 47e brigade mécanisée mène des contre-attaques à l'aide de M2 Bradley et Leopard 2. Le même jour, des images géolocalisées montrent que les forces russes sont entrées dans l'est de Stepove au milieu d'une forte résistance ukrainienne. Les 9 novembre, un nouvel assaut de la 1re brigade russe est repoussé à Vodiane. Les Russes perdent cinq véhicules dont deux T-72. Le 13 novembre, les troupes russes ont avancé dans la zone industrielle d'Avdiivka, près de Yasnynuvata Lane, sur le flanc sud de la ville, une importante zone fortifiée de première ligne détenue par l'Ukraine depuis 2014.
À la mi-novembre 2023, les troupes ukrainiennes déclarent à l'Agence France-Presse qu'elles utilisaient des drones, des grenades, des mortiers, de l'artillerie et des tirs de canons de 25 mm des M2 Bradley pour se défendre contre les assauts de l'infanterie russe, qui, selon eux, visent à « épuiser nos lignes avec un effort constant de vagues d’attaques. » Un opérateur de drone ukrainien affirme que les troupes russes avancent généralement la nuit par groupes de cinq à sept soldats, puis attaquent au lever du soleil.
Les Ukrainiens reprennent certaines positions lors d'une contre-attaque près de Stepove et de la cokerie le 19 novembre alors que les combats se poursuivent au sud du village de Novokalynove, situé à 10 km au nord-ouest d'Avdiivka. Le 20 novembre, les troupes russes auraient percé les défenses ukrainiennes près de la station Yasynuvata-2 dans la zone industrielle, comme l'a déclaré un porte-parole de la 47e brigade mécanisée, les Russes poursuivant leurs petits assauts d'infanterie malgré l'augmentation des chutes de neige. Le 21 novembre, une contre-attaque ukrainienne contre la station Yasynuvata-2 échoue, selon des sources russes. Pendant ce temps, le maire Barabash observe que les Russes utilisaient davantage de véhicules à mesure qu'ils avançaient dans les rues de la zone industrielle, mais qu'ils continuent les assauts d'infanterie sur les champs ouverts. Le 22 novembre, des sources russes rapportent la capture des fortifications défensives ukrainiennes au sud-ouest de la zone industrielle, tandis que le colonel Oleksandr Shtupun signale la destruction, lors d'un assaut mécanisé, de deux chars russes et de cinq ou sept véhicules de combat d'infanterie. L'observateur militaire ukrainien Konstyantyn Mashovets rapporte que les Russes avaient engagé le 255e régiment de fusiliers motorisés de la 20e division de fusiliers motorisés.
À la fin novembre, selon les forces ukrainiennes, les pertes russes (cumulant les tués et les blessés mis hors combat) atteignent un record en s'établissant à plus de 900 personnes par jour sur l'ensemble du front, des pertes « largement provoquées par l'offensive russe sur Avdiïvka », estimation que les renseignements britanniques considèrent comme plausible. Le maire Barabash déclare que la cokerie avait été « presque complètement détruite » au milieu de frappes aériennes et d'artillerie russes apparemment constantes qui affaiblissent progressivement les défenses ukrainiennes. Selon l'IWS et DeepStateMap.Live, les troupes russes seraient cinq fois plus nombreuses que les défenseurs ukrainiens et détiendraient l'avantage aérien et d'artillerie, alors que des sources ukrainiennes signalent une pénurie de munitions pour obusiers de 155 mm et des approvisionnements insuffisants en munitions anti-blindés et anti-aériennes,.
Début décembre, les défenseurs ukrainiens continuent d'affronter les troupes russes autour de Stepove. Une vidéo apparaît sur Internet montrant des militaires russes exécutant apparemment deux soldats ukrainiens qui se rendaient près de Stepove, ce qui a déclenché une enquête du bureau du procureur général ukrainien de Donetsk ainsi que des autorités ukrainiennes.
Le 11 décembre, un effort important est mené de la part des Russes pour encercler la ville. Cette partie du front aurait alors concentré 40 % des affrontements. Le 18 décembre, les Ukrainiens affirment à nouveau avoir infligé, au cours des dernières 24 heures autour d'Avdiivka, de lourdes pertes matérielles à la Russie, dont 44 chars, 60 véhicules de transports de troupes et 38 systèmes d'artillerie.
Le 25 décembre, les Ukrainiens affirment qu'ils constituaient actuellement des réserves pour contrer les forces russes et qu'ils « perdaient chaque jour 300 à 400 personnes tuées et blessées ainsi qu'un grand nombre de matériel militaire ». Cependant, les Russes auraient constitué leurs propres réserves et « une colonne peut contenir à la fois les modèles d'équipements soviétiques les plus récents et les plus anciens ». Le lendemain, le ministère ukrainien de la défense déclare que les informations selon lesquelles l'une de ses brigades avait perdu 108 hommes tués la veille de Noël étaient « fausses »,.
Le 20 janvier 2024, le colonel Oleksandr Shtupun déclare qu'après une semaine de « raids aériens assez intenses impliquant un grand nombre de bombes aériennes guidées », les Russes ont temporairement reporté leurs frappes aériennes mais poursuivent leurs frappes de missiles et d'artillerie sur la ville, spéculant sur ce potentiel. Les causes du report vont de l'entretien de routine aux pénuries de munitions ainsi qu'aux conditions météorologiques défavorables. La veille, les Ukrainiens affirmaient que les Russes continuaient de lancer des assauts de blindés contre leurs positions et avaient perdu 41 véhicules blindés au cours des trois derniers jours, dont 17 chars.

### Progression russe dans les banlieues nord et sud (janvier-février 2024)
- Soldats du 3e régiment des forces spéciales ukrainiennes dans les ruines d'Avdiïvka en janvier 2024

Le 20 janvier 2024, les forces russes réalisent une percée importante dans le sud d’Avdiivka. Le célèbre restaurant fortifié Tsarska Okhota (situé à l'angle le plus au sud de la rue Soborna) est capturé. Les troupes russes peuvent alors continuer à avancer jusqu'à 1,2 km le long de la rue Soborna. En chemin, elles réussissent à percer jusqu'aux rues Chernychevskoho et Sportyva, avançant jusqu'à 1 km le long de celles-ci et de la limite des arbres juste au sud. Des sources russes rapportent également que la zone de datcha de Skotovata et la carrière de sable (toutes deux à l'est de « Tsarska Okhota » et au sud-ouest de la zone industrielle sud précédemment capturée) avaient été prises. L'observateur militaire ukrainien Kostyantyn Mashovets déclare en outre que les Russes avaient progressé le long des rues Kolosova et Lermentova, toutes deux au nord-ouest de la carrière de sable,.
Le 22 janvier, les Ukrainiens signalent des combats dans les parties nord et ouest de la ville, notamment pour l'usine chimique d'Avdiïvka, avec de possibles combats dans la partie sud-est, bien qu'ils n'aient pas pu confirmer cette dernière hypothèse. Le 23 janvier, les forces russes atteignent l'ouest de Stepove. Dès le 25 janvier, les forces ukrainiennes contre-attaquent près de la zone de « Tsarska Okhota » pour regagner les positions précédemment perdues, avec apparemment un succès marginal. Les 28 et 29 janvier, des affrontements de position se poursuivent sur le flanc sud-ouest des forces russes, celles-ci revendiquant davantage d'avancées le long de la rue Voroshylova à Pervomaiske. Le 31 janvier, le président russe Vladimir Poutine commente les récentes avancées russes, affirmant que les forces russes avaient « capturé 19 maisons et les détiennent », sans plus de détails. Début février 2024, il est confirmé que les troupes russes avaient avancé à l'est d' Opytne, soutenant ainsi le semi-encerclement de longue date de l'ancienne unité de défense aérienne.
Le 2 février 2024, les forces russes capturent la zone de datcha du nord-est de la ville jusqu'aux segments nord-est de la rue Pionerska et de l'allée Zaliznychnyi. Les 5 et 6 février, elles poursuivent la percée vers le sud avec une deuxième percée dans le nord d'Avdiivka, avançant de plusieurs centaines de mètres le long de la zone boisée du lac au nord de la rue Sapronova, atteignant le segment le plus au nord de la rue Donetska. Il est également signalé que les forces russes approchent de la voie ferrée juste au nord du pont ferroviaire et avaient avancé vers la rive nord de la carrière de sable inondée,.

### Dégradation de la situation ukrainienne (8-15 février 2024)

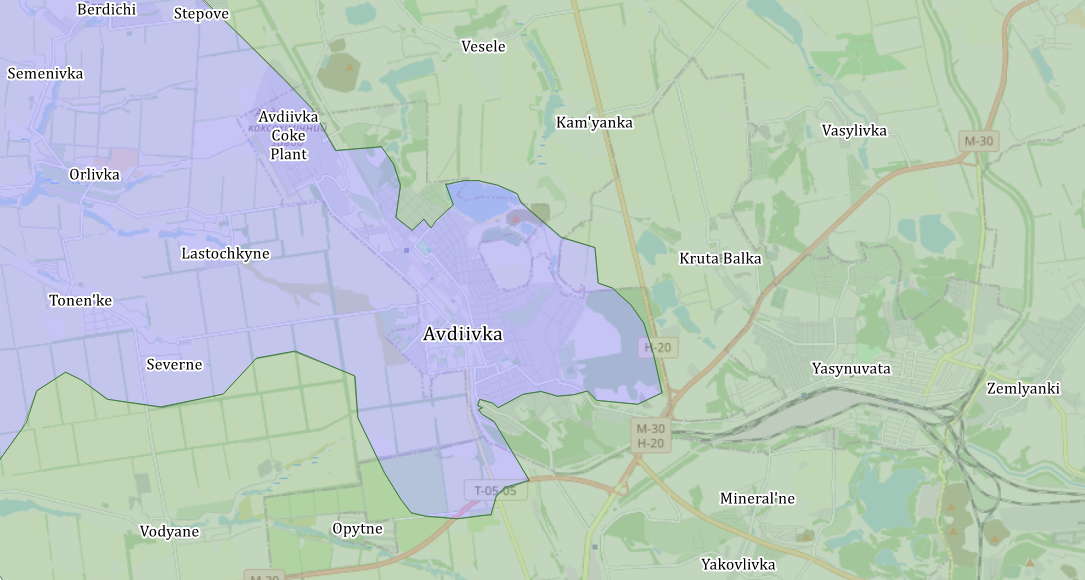
Carte de la ligne de front du 8 2 2024 lors de la bataille d'Avdiïvka

Le 8 février, l'armée russe resserre son étau autour de la ville en intensifiant ses bombardements. Le 9 février, les troupes russes consolident leurs positions près de la rue Soborna jusqu'à son intersection avec la rue Chernyshevskoho. Le journaliste ukrainien Yuri Butusov rapporte que la situation dans la ville était devenue critique et que la 110e brigade mécanisée était épuisée et à court de munitions. Butusov rajoute que la 110e s'appuie parfois sur des ingénieurs automobiles âgés pour combler les lacunes des lignes défensives de plus en plus minces, notant que de nombreux « grands-pères » sont déjà morts dans la bataille car « tous ceux qui pouvaient tenir une mitrailleuse » sont nécessaires pour maintenir la ligne.
Des sources russes affirment que la ligne de front de la brèche nord a progressé plus au sud le 8 février, vers le centre d'Avdiivka, près de la rue Shestakova – rue Sapronova – 50-richchia AKKhZ Lane. Ces sources affirment également qu'un tronçon de 1,4 km de la voie ferrée ainsi qu'une partie d'un quartier de résidences d'été traversant celle-ci ont été capturés. Un porte-parole de l'armée ukrainienne a reconnu qu'il y avait des affrontements en cours « non seulement dans le secteur des maisons privées au nord de la ville mais déjà à l'intérieur de la ville elle-même », et que les troupes russes concentraient leurs attaques sur l'axe nord pour tenter de couper la principale route d'approvisionnement (prétendument la rue Hrushevskoho) dans la ville. Le maire Barabash qualifie lui la situation de « très difficile et brûlante » et indique que les Russes prenaient d'assaut la ville de toutes les directions avec « des forces très importantes ». Barabash a également déclaré que les Russes attaquaient principalement avec des frappes aériennes, de l'artillerie et de l'infanterie parce que le sol était trop meuble pour les chars et les véhicules blindés,.
Le Ministère de la Défense (Royaume-Uni) observe que les Russes exploitaient fortement la puissance aérienne tactique, que les avions de guerre russes avaient lancé environ 600 munitions guidées au cours des quatre semaines précédentes, et que « les sorties russes ont augmenté les frappes aériennes guidées de 30 à 50 par jour le 5 février 2024, une augmentation de 66% au cours des deux dernières semaines. Les commandants ukrainiens attribuent la percée russe aux pénuries chroniques d'approvisionnement en artillerie résultant des récents retards dans les programmes d'aide militaire de l'UE et des États-Unis, les Russes tirant cinq obus pour chacun des leurs. Les soldats ukrainiens déclarent également que les Russes produisaient et mettaient en service plus de drones FPV qu’eux, car les Ukrainiens restaient principalement dépendants des dons civils. Malgré les pénuries d’approvisionnement et le manque d’armement, des soldats ukrainiens insistent sur le fait que le moral restait relativement fort. Le 11 février, le magazine Forbes annonce que la 3e brigade d'assaut, considérée comme l'une des meilleures unités ukrainiennes, aurait été déployée à Avdiivka.
Le 12 février, les forces russes se retranchent à l'ouest de la ligne de chemin de fer, déployant davantage de véhicules blindés et faisant une avancée mineure au sud-ouest de la ville, selon des milbloggers russes. Dmytro Riumshyn, le commandant de la 47e brigade mécanisée ukrainienne, déclare que les Russes ont cessé d’utiliser ses attaques de « vagues humaines » en raison d'un manque de troupes, déployant plutôt des troupes régulières, des groupes de sabotage, ainsi que des prisonniers russes « Storm-Z » et « Storm-V » dans la ville.
Le 13 février, certaines unités de la 110e brigade mécanisée, qui défendait la ville sans interruption depuis mars 2022, sont retirées d'Avdiivka car elle « n’a plus les capacités suffisantes pour tenir la ville ».

### Retrait ukrainien de la ville (14-17 février 2024)
Le 15 février, les troupes ukrainiennes entament un retrait de leurs troupes alors que des « combats féroces » se poursuivent dans la ville selon le général Tarnavsky. La retraite des unités est couverte par la 3e brigade d'assaut, le 225e bataillon d'assaut et des forces spéciales. Sur les positions sud autour de la fortification du Zénit - Cheburashka, le 1er bataillon de la 110e se retire de sa position sous le feu russe en bon ordre malgré la pression. D'après une autre source, Viktor Biliyak, membre de la 2e compagnie du bataillon, son peloton s'est retiré en abandonnant au moins six blessés qui seront faits prisonniers,. La zone est capturée le 16 février par la 1re brigade de fusiliers motorisés.
Le 16 février, les troupes russes avancent le long de la rue Hrushevskoho en direction du sud-est alors que les affrontements de maison en maison se poursuivent dans la partie nord-est de la ville, les combats les plus intenses étant apparemment dans le quartier industriel de la ville. Dans la soirée, les Russes capturent le parc municipal d'Avdiivka, dans le centre, ainsi que l'hôpital voisin. De nouveaux progrès sont également signalés dans le sud, dans la zone de Vinogradnyky-2 et dans la zone industrielle au sud de la cokerie. Un peu plus d'un kilomètre sépare les avancées russes opposées en tenaille. Des sources russes affirment alors que jusqu'à 5 000 soldats ukrainiens restaient dans la ville, tous « effectivement encerclés », et qu'ils se retiraient en masse de manière de plus en plus chaotique et coûteuse. Les forces russes tentent de compliquer et d’empêcher le retrait des soldats ukrainiens.
Bien qu'elle affirme être en infériorité numérique de 7 : 1 et qu'elle ait subi des pertes importantes lors du retrait, la 3e brigade d'assaut dit avoir infligé de lourdes pertes aux troupes russes lors de leur déploiement dans la ville. La brigade déclare ainsi avoir « anéanti » deux brigades russes entières, les 74e et 114e brigades de fusiliers motorisés de la garde, et avoir tué ou blessé 4 200 soldats russes.
Sur ordre du commandant en chef des forces armées ukrainiennes, le général Oleksandr Syrsky, l'armée ukrainienne se retire de la ville le 17 février 2024. Le président Volodymyr Zelensky a confirmé que la décision de se retirer visait à « sauver la vie de nos soldats » de l'encerclement russe, tout en félicitant les troupes ukrainiennes pour avoir « épuisé » les Russes. L'utilisation de deux cents cinquante FAB-1500, bombes planantes de forte puissance, aurait été un des changements majeurs qui aurait poussé à la retraite ukrainienne.

## Pertes
En octobre 2023, le Washington Post indique que les pertes russes et ukrainiennes ont été importantes notamment dans des ordres de grandeurs similaires à ceux de la bataille de Bakhmout qui aurait fait des dizaines de milliers de morts parmi les soldats russes et ukrainiens.

### Pertes russes

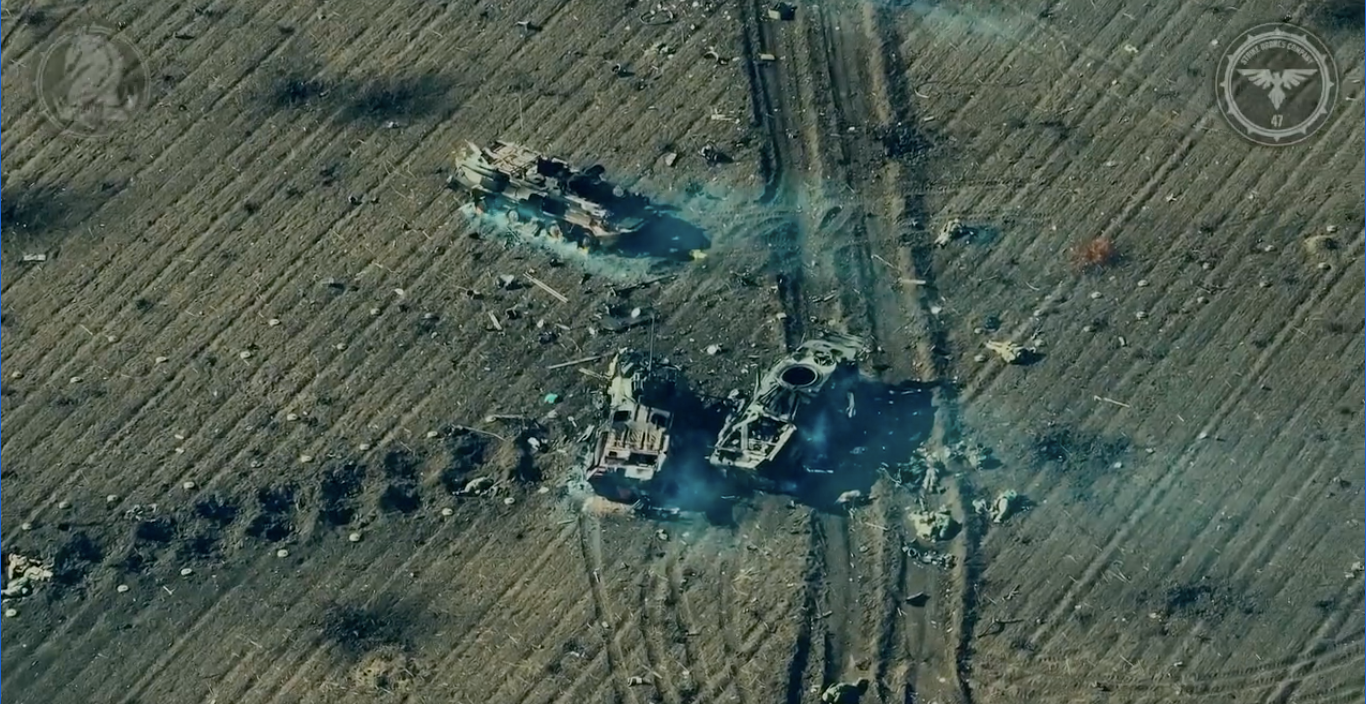
Pertes russes humaines et matériels à Avdiivka.
- Vidéo de drone publiée par la 110e brigade mécanisée en décembre 2023 montrant les pertes russes près d'Avdiïvka.

Depuis la nouvelle offensive russe sur Avdiivka en octobre 2023, les Ukrainiens et les observateurs occidentaux ont fait état de pertes russes disproportionnées, affirmant que la Russie utilisait des « tactiques de vagues humaines » pendant la bataille,. Selon Ragnar Gudmundsson, un analyste basé en Islande, « la Russie a probablement atteint un record de plus de 1 400 morts au combat en une seule journée le 20 octobre 2023 et une moyenne de 900 hommes tués au combat, par jour, du 10 au 20 octobre, coïncidant avec sa poussée vers Avdiivka, une ville clé sur le front oriental, au nord de la ville de Donetsk. »
En décembre 2023, les États-Unis affirmaient que la Russie avait, près d’Avdiïvka et au cours des deux mois précédents, subi des dommages de 220 véhicules et plus de 13 000 victimes (tués et blessés), soit 3 000 morts ou blessés pour chaque kilomètre carré capturé. Les pertes ukrainiennes seraient bien inférieures, à « quelques milliers ».
Selon une analyse du Kyiv Post, la 114e brigade de fusiliers motorisés de la Garde a subi en octobre des pertes humaines de 190 personnes et a eu 160 blessés ; ceci, sur un effectif initial de 1 800 à 2 000 hommes, dont seulement 600 à 800 étaient affectés à des « tâches de combat ». La 2e armée de chars de la Garde est devenue « inefficace au combat » en raison des lourdes pertes subies lors de l'offensive.
En date du 25 janvier 2024, le site Warspotting, qui localise et compile les pertes matérielles russes à partir d'OSINT, a recensé entre le 10 octobre 2023 et le 25 janvier 2024, dans le raïon de Pokrovsk (qui inclut les secteurs d'Avdiïvka, Marïnka et Novomykhailivka) 504 véhicules russes perdus, la majorité d'entre eux dans la zone d'Avdiïvka, parmi lesquels 168 chars et 285 véhicules de combat d'infanterie. Au 25 janvier, ces divers Renseignements d'origine sources ouvertes montrent que les Russes ont perdu, au cours de la bataille, environ 411 pièces d’équipement lourd (dont 143 chars), tandis que les Ukrainiens n’en ont perdu que 30 (dont 14 chars). Au 2 février, les analyses OSINT montrent que les Russes ont perdu plus de 600 véhicules contre 46 côté ukrainien. Selon le magazine Forbes, les pertes en chars russes correspondent à 10% du nombre de leurs chars déployés en Ukraine.

### Pertes ukrainiennes
Malgré le retrait annoncé durant les derniers jours de la bataille, un certain nombre de troupes ukrainiennes ont été capturées par les forces russes. En effet, selon Oleksandr Tarnavsky, commandant ukrainien du groupe de forces opérationnelles et stratégiques de Tavria, un certain nombre de soldats ukrainiens ont été capturés lors de la phase finale de l'évacuation. Le New York Times quant à lui, citant des soldats ukrainiens et des responsables occidentaux, indique qu'environ entre 850 et 1 000 soldats ukrainiens « semblent avoir été capturés ou sont portés disparus » par les forces russes lors de la retraite qualifiée de « mal planifié et chaotique »,. Toutefois, un officiel ukrainien a démenti ce rapport du New York Times et l'a qualifié de « prolongement des opérations d'information russes » tout en affirmant que le nombre de soldats capturés « ne se compte pas en centaines ». Ce fonctionnaire a fait remarquer que les chaînes russes auraient diffusé des images de grands groupes de prisonniers de guerre si la Russie en avait capturé un tel nombre. Le 21 février, l'institut pour l'étude de la guerre indique n'avoir « observé aucune preuve de source ouverte montrant que les forces russes avaient fait prisonnier un grand nombre de soldats ukrainiens », mais elle a noté le 17 février qu'une telle absence d'images, bien qu'inhabituelle, n'excluait pas en soi les déclarations de la Russie.
Après l'ordre d'évacuation ukrainien, l'un des soldats de la 110e brigade présents dans la base aérienne fortifiée Zenit au sud d'Avdiivka a déclaré à CNN que la route vers Avdiivka était remplie de cadavres ukrainiens et qu'il avait été prévenu que les blessés seraient laissés sur place. Au moins six soldats ukrainiens blessés ont été pris au piège et encerclés à la position de Zenit, sans pouvoir être évacués en voiture. La 110e brigade mécanisée ukrainienne a déclaré avoir tenté de négocier l'évacuation de ses blessés de Zenit avec les Russes. Après que des Russes portant l'emblème de la 1re brigade slave de l'armée russe ont pénétré dans la position, les corps de plusieurs soldats ont été identifiés sur une vidéo postée par un blogueur militaire russe. Le procureur de l'Ukraine a ouvert une enquête pour « violation des lois et coutumes de la guerre, combinée à un meurtre prémédité »,.

## Enjeux stratégiques
Les Ukrainiens ainsi que les Russes ont reconnu qu'Avdiivka était une ville clé nécessaire dans le cadre de  l'objectif général russe de sécuriser l'ensemble du Donbass, Avdiivka servant de « porte d'entrée » à la ville de Donetsk. Début février 2024, le conseiller présidentiel ukrainien Mykhaïlo Podoliak a déclaré qu'Avdiivka était importante pour les Russes car elle leur permettait de « contrôler l'espace autour de Donetsk », « contrôler des hauteurs dominantes » et « permettre de construire des couloirs logistiques pour approvisionner une grande partie du front ».
Le Washington Post écrit que la prise d'Avdiivka réduirait les bombardements ukrainiens sur la ville de Donetsk, qui préoccuperaient particulièrement le président russe Vladimir Poutine. Il est également précisé qu'Avdiivka aurait une plus grande valeur stratégique que Bakhmout, car la prise de cette dernière par la Russie ouvrirait l'infrastructure logistique de la ville à leurs forces dans la région, permettant ainsi à la ville de servir de tremplin pour des opérations ultérieures. Le New York Times quant à lui écrit que même si l'Ukraine parvenait à stabiliser sa ligne de front à l'arrière d'Avdiivka, le contrôle de la ville permettrait d'améliorer la logistique militaire russe dans l'oblast de Donetsk afin de soutenir de futures avancées terrestres. David Petraeus, général de l'armée américaine à la retraite et ancien directeur de la CIA, a toutefois rejeté la valeur stratégique et logistique d'Avdiivka, affirmant que la ville détruite n'abritait « aucune autoroute ou voie ferrée majeure, ni aucun autre nœud qui fonctionne encore et traverse la région ». Petraeus a par ailleurs approuvé la décision ukrainienne de se retirer et a également fait valoir que les pertes russes seraient trop élevées pour que la prise de la ville soit considérée comme une victoire stratégique.
L'institut pour l'étude de la guerre a d'abord considéré la prise d'Avdiivka comme n'étant pas « importante sur le plan opérationnel » et qu'elle « n'offrirait probablement au Kremlin que des victoires immédiates sur le plan de informationnel et sur le plan politique ». L'institut avait également prédit que les forces russes auraient du mal à s'emparer des localités entourant Avdiivka parce que les positions ukrainiennes à l'ouest et au nord de la ville étaient « pareillement fortifiées » et en estimant que « les forces russes n'ont pas montré qu'elles pouvaient mener de mouvement mécanisé rapide vers l'avant » nécessaire pour atteindre les localités relativement importantes les plus proches « à court ou même à moyen terme ». Cependant, à la suite de la prise d'Avdiiva, les forces russes ont rapidement progressé à l'ouest de la ville et se sont emparées des localités voisines de Lastochkyne, Stepove et Sieverne,. Elles atteignent Orlivka le 28 février 2024, le manque de munitions et les lourds bombardements russes ayant empêché les forces ukrainiennes de stabiliser la ligne de front. Le 27 février, l'institut pour l'étude de la guerre a finalement reconnu que la prise d'Avdiivka « a permis aux forces russes de faire pression sur des positions nouvellement tenues par les forces ukrainiennes à l'ouest d'Avdiivka et que les forces russes maintiennent un rythme opérationnel élevé pour essayer d'exploiter cette opportunité tactique ».